# Sainte-Geneviève-des-Bois (Loiret)
Sainte-Geneviève-des-Bois – miejscowość i gmina we Francji, w Regionie Centralnym, w departamencie Loiret.
Według danych na rok 1990 gminę zamieszkiwały 952 osoby, a gęstość zaludnienia wynosiła 23 osoby/km² (wśród 1842 gmin Regionu Centralnego Sainte-Geneviève-des-Bois plasuje się na 417. miejscu pod względem liczby ludności, natomiast pod względem powierzchni na miejscu 150.).